# Левкон III
Левкон III (дав.-гр. Λεύκων, д/н —між 150 та 140 до н. е.) — цар Боспору.

## Життєпис
Походив з династії Спартокідів. Напевне був сином царя Перісада IV. У 150 році до н. е. стає співволодарем свого брата Спартока VI. Втім про саму діяльність Левкона III майже невідомо, тому припускається, що він був правителем азійської частини. За іншою версією, невдовзі після спільного панування помер або загинув внаслідок підступу Спартока VI.
Помер до 140 року до н. е. Висувалася гіпотеза, що сином Левкона III був Перісад V. Втім натепер відомо, що останній був сином Перісада IV.